# تتسویا چیکوشی
تتسویا چیکوشی (انگلیسی: Tetsuya Chikushi; ۲۳ ژوئن ۱۹۳۵ – ۷ نوامبر ۲۰۰۸) روزنامه‌نگار، و مجری روزنامه (گوینده اخبار) اهل ژاپن بود.